# Joseph Zangiacomi
Joseph, baron Zangiacomi, né à Nancy (Lorraine-et-Barrois) le 19 mars 1766 et mort à Paris le 12 janvier 1846, est un magistrat et un homme politique français. 

## Biographie

### Origines et formation
Zangiacomi est issu d'une famille d'origine italienne, installée en Lorraine à la suite du roi Stanislas Leszczyński.
Il fait des études à Toul et à Nancy, puis exerce dans cette ville à partir de 1785 la profession d'avocat au sein du parlement de Lorraine. 

### Carrière politique

#### Député à la Convention
Avec la Révolution française, il devient substitut du procureur de Nancy en 1791, puis procureur-syndic en juillet 1792. Le 6 septembre 1792, le département de la Meurthe le nomme député à la Convention nationale, par 248 voix sur 490 votants. Il siège dans cette assemblée avec les modérés.
Du 7 au 22 janvier 1793, il effectue un court passage au Comité de sûreté générale.
Au procès de Louis XVI, il vote pour la détention et le bannissement du roi déchu, puis pour l'appel et le sursis. Zangiacomi apparaît peu à la tribune, se concentrant surtout sur le Comité des secours. Il fait ainsi voter la création de bureaux de bienfaisance à Paris, ainsi que l'envoi de secours aux départements dévastés par la guerre.

#### Député au Conseil des Cinq-Cents
En 1795, Zangiacomi est réélu par la Meurthe au Conseil des Cinq-Cents, où il siège à nouveau au centre. Il ne s'y fait pas plus remarquer que sous la Convention. Il dépose une motion concernant la liquidation des pensionnaires et gagistes de la liste civile.
Son mandat s'achève en 1798 et il n'est pas réélu.

### Carrière dans la magistrature
Après avoir refusé l'ambassade de Suède et un poste aux salines de l'Est, il devient Substitut du commissaire du Directoire près le Tribunal de cassation le 6 pluviôse an VII (26 janvier 1799), puis Président de la Chambre à la Cour de cassation en 1800.
Zangiacomi est conservé par Napoléon qui le nomme maître des requêtes et le fait chevalier en 1808, puis baron en 1810. 
Surtout, il est nommé au Conseil d'État, poste qu'il conserva jusqu'à la Restauration. En tant que magistrat, il traite de plusieurs affaires importantes, notamment la demande en révision du procès de Joseph Lesurques, injustement condamné à mort lors de l'affaire du courrier de Lyon. En dehors même du Conseil d'État, il n'est peut-être pas un point de législation sur lequel il n'ait été consulté. Le nombre des commissions dont il a fait partie s'élève à une trentaine.
Écarté par la Restauration, Zangiacomi poursuit sa carrière sous la monarchie de Juillet. En 1831, Louis-Philippe Ier le nomme président de la chambre des requêtes de la Cour de cassation.
Zangiacomi doit traiter l'une des questions les plus graves qui puissent préoccuper l'attention publique : les terribles questions de révision de procès. Il a également participé en tant que juge d'instruction à la célèbre affaire de Karl-Wilhelm Naundorff. 
Il était resté simple chevalier de la Légion d'honneur depuis la création de l'ordre en 1802, mais de 1833 à 1843 les trois grades supérieurs lui sont conférés. Il est enfin pair de France en 1832.
Il meurt en 1846 à Paris, âgé de 79 ans. Un éloge fut prononcé à l'Académie de Stanislas, séance du 5 mai 1854, par Pierre-Aubin Paillart, ancien procureur général, président honoraire de la cour impériale de Nancy. Il était le père de Prosper Zangiacomi.

## Récapitulatifs

### Titres
- Chevalier Zangiacomi et de l'Empire (à la suite du décret le nommant membre de la Légion d'honneur en date du 25 prairial an XII, lettres patentes signées à Bayonne le 26 avril 1808).
- Baron Zangiacomi et de l'Empire (décret du 15 août 1810, lettres patentes signées à Fontainebleau le 27 septembre 1810).

### Décorations
| Grand officier de la Légion d'Honneur |

- Légion d'honneur[3] :
  - Légionnaire (25 prairial an XII : 14 juin 1804), puis,
  - Officier (1833), puis,
  - Commandeur, puis,
  - Grand officier de la Légion d'honneur (1843)[4].

### Armoiries
| Image | Armoiries |
| ----- | --- |
|       | Armes du Chevalier Zangiacomi et de l'Empire D'argent à mouchetures d'hermines, à la champagne de gueules chargée de l'étoile de la Légion d'honneur en date, surmonté d'une branche d'olivier de sinople. - Livrées : blanc, rouge, noir ; verd dans les galons seulement. |
|       | Armes du baron Zangiacomi et de l'Empire D'hermines à la branche d'olivier de sinople ; franc-quartier des barons propriétaires. - Livrées : les couleurs de l'écu, le verd en bordure seulement.                                                                           |
|       | Armes du baron Zangiacomi, pair de France D'hermine, à un rameau d'olivier de sinople. |

## Hommages
Sur l'un des nombreux médaillons figurant sur la façade principale à gauche de l'université de Nancy, on peut lire : « Joseph Zangiacomi 1766-1846 ».